# Epsilon Canis Minoris
Epsilon Canis Minoris (ε Canis Minoris, förkortat Epsilon CMi, ε CMi) som är stjärnans Bayerbeteckning, är en misstänkt dubbelstjärna belägen i den sydvästra delen av stjärnbilden Lilla hunden. Den har en skenbar magnitud på 5,00 och är synlig för blotta ögat där ljusföroreningar ej förekommer. Baserat på parallaxmätning inom Hipparcosuppdraget på ca 3,1 mas, beräknas den befinna sig på ett avstånd på ca 1 040 ljusår (ca 320 parsek) från solen.

## Egenskaper
Primärstjärnan i Epsilon Canis Minoris är en gul till vit ljusstark jättestjärna av spektralklass G6.5 IIb. Den har en massa som är ca 4,6 gånger större än solens massa, en radie som är ca 45 gånger större än solens och utsänder från dess fotosfär ca 1 090 gånger mera energi än solen vid en effektiv temperatur på ca 4 900 K.
Epsilon Canis Minoris ligger sannolikt (99 procent sannolikhet) på den horisontella jättegrenen och är en bariumstjärna som visar ett ovanligt överskott av barium i dess spektrum. Detta s-processelement kan ha överförts från en följeslagare, nu vit dvärgstjärna, under ett tidigare stadium av dess utveckling.